# Френч-Галч (Каліфорнія)
Френч-Галч (англ. French Gulch) — переписна місцевість (CDP) в США, в окрузі Шаста штату Каліфорнія. Населення — 373 особи (2020).

## Географія
Френч-Галч розташований за координатами 40°42′55″ пн. ш. 122°37′49″ зх. д. / 40.71528° пн. ш. 122.63028° зх. д. (40.715413, -122.630155).  За даними Бюро перепису населення США в 2010 році переписна місцевість мала площу 32,04 км², з яких 31,94 км² — суходіл та 0,09 км² — водойми.

## Демографія
Згідно з переписом 2010 року, у переписній місцевості мешкало 346 осіб у 147 домогосподарствах у складі 93 родин. Густота населення становила 11 особа/км².  Було 166 помешкань (5/км²).
Расовий склад населення:
| - 85,5 % — білих - 4,3 % — корінних американців - 0,9 % — чорних або афроамериканців - 0,9 % — азіатів - 0,3 % — вихідців з тихоокеанських островів - 2,3 % — осіб інших рас |

До двох чи більше рас належало 5,8 %. Частка іспаномовних становила 4,9 % від усіх жителів.
За віковим діапазоном населення розподілялося таким чином: 18,5 % — особи молодші 18 років, 63,0 % — особи у віці 18—64 років, 18,5 % — особи у віці 65 років та старші. Медіана віку мешканця становила 49,6 року. На 100 осіб жіночої статі у переписній місцевості припадало 104,7 чоловіків;  на 100 жінок у віці від 18 років та старших — 102,9 чоловіків також старших 18 років.
Середній дохід на одне домашнє господарство  становив 38 496 доларів США (медіана — 28 047), а середній дохід на одну сім'ю — 42 998 доларів (медіана — 28 281). За межею бідності перебувало 26,4 % осіб, у тому числі 26,6 % дітей у віці до 18 років та 7,9 % осіб у віці 65 років та старших.
Цивільне працевлаштоване населення становило 153 особи. Основні галузі зайнятості: освіта, охорона здоров'я та соціальна допомога — 35,3 %, роздрібна торгівля — 17,6 %, транспорт — 11,8 %, фінанси, страхування та нерухомість — 9,8 %.